# Lindsay Lohan

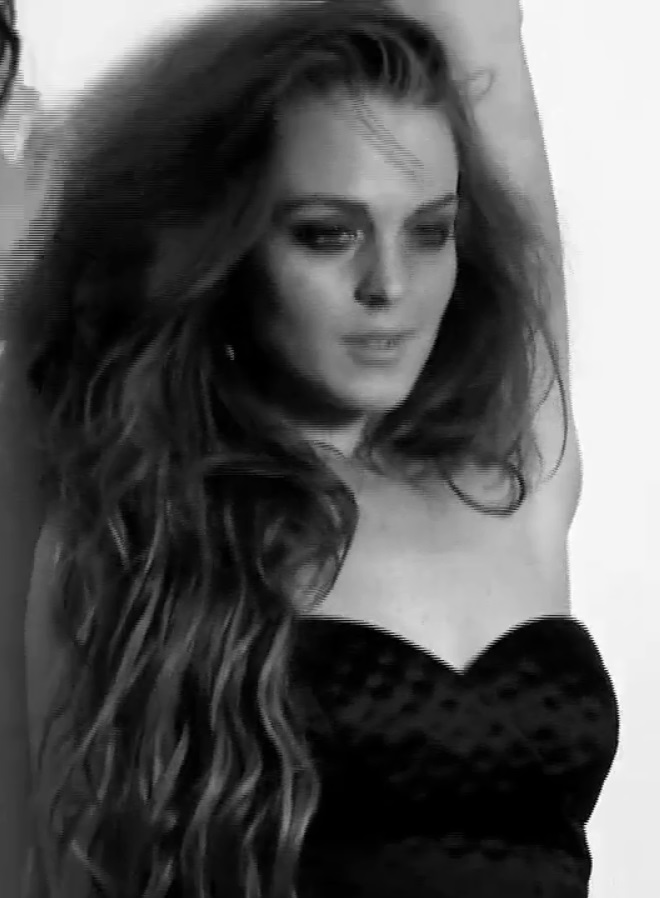
Sesja dla Elle w 2009

Lindsay Dee Lohan, pseudonim Linds lub LiLo (ur. 2 lipca 1986 w Nowym Jorku) – amerykańska aktorka i wokalistka pop-rockowa pochodzenia irlandzkiego i włoskiego.

## Życiorys

### Rodzina
Lindsay urodziła się jako pierworodne dziecko biznesmena Michaela Lohana i jego żony, nauczycielki tańca Donaty „Diny” Sullivan. Rok później urodził się jej młodszy brat – Michael Lohan Jr. (ur. 16 grudnia 1987), siedem lat potem – Aliana Lohan oraz dziesięć lat – młodszy brat Dakota „Cody” Lohan (ur. 1996). W filmie Nie wierzcie bliźniaczkom pojawia się matka Lohan i rodzeństwo aktorki.

### Kariera
Lohan zaczęła pracować już w wieku trzech lat, występując w spocie reklamowym firmy Ford, a następnie w innych licznych reklamach telewizyjnych. Najpopularniejszą z nich była znana do dziś reklama Pizza Hut. Następnie zdobyła rolę w serialu Inny świat, gdzie występowała w latach 1996–1997. Sławę przyniosła jej podwójna rola sióstr Hallie Parker i Annie James w filmie Nie wierzcie bliźniaczkom z roku 1998. Na castingu pokonała m.in. Scarlett Johansson.
Aż do 2002, kiedy zagrała u boku Jamie Lee Curtis w remake’u komedii Disneya Zakręcony piątek, można ją było oglądać jedynie w produkcjach telewizyjnych. Dzięki roli w tym filmie Lohan zdobyła nagrodę za najlepszą rolę przełomową na ceremonii rozdania nagród ekranowych MTV. Filmy takie jak Wredne dziewczyny czy Garbi: super bryka ugruntowały jej pozycję w przemyśle filmowym. W 2007 Lohan zagrała w filmach Rozdział 27 i Wiem, kto mnie zabił, które okazały się komercyjną porażką. W 2008 roku otrzymała Złotą Malinę w kategorii najgorsza aktorka za rolę we Wiem, kto mnie zabił. W 2012 roku zagrała Elizabeth Taylor w telewizyjnym filmie biograficznym Liz i Dick.
W latach 2022-2024 zagrała w trzech filmach zrealizowanych dla platformy Netflix: Niezapomniane Święta, Irlandzkie życzenie i Nasz mały sekret.
Podpisała kontrakt z wytwórnią płytową Casablanca Records (2004–2007), zaś od 2008 związała się z wytwórnią Motown. Jako piosenkarka wydała dwa albumy: Speak (2004; platynowa płyta) i A Little More Personal (2005). W roku 2007 zaczęła pracować nad nowym albumem Spirit In The Dark, którego oficjalna data wydania była przekładana, ostatnio na 30 marca 2009.

## Życie prywatne
Od stycznia 2002 do kwietnia 2003 spotykała się z piosenkarzem Aaronem Carterem. Romansowała także z aktorem Wilmerem Valderramą (od maja 2004 do 2005), Colinem Farrellem (w listopadzie 2004), Bruce’em Willisem (w styczniu 2005), Jamesem Franco (w marcu 2005), Jaredem Leto (w listopadzie 2005), Seanem Lennonem (w styczniu 2006), mistrzem olimpijskim Shaunem White’em (w lutym 2006), Jamiem Dornanem (w lutym 2006), piosenkarzem Ryanem Adamsem (w lutym 2006), Benicio del Toro (w lutym 2006), reżyserem Brettem Ratnerem (w kwietniu 2006), Robbie Williamsem (od listopada 2006 do marca 2007), Jude’em Lawem (w marcu 2007), Calumem Bestem (w maju 2007), didżejką Samanthą Ronson (2008–2009) i kanadyjskim aktorem porno Alexem Torresem (w marcu 2012).
Pod koniec 2006 Lohan zdecydowała się na uczestniczenie w spotkaniach Anonimowych Alkoholików. Według magazynu „Vanity Fair”, cierpi ona również na problemy związane z anoreksją oraz nadużyciem narkotyków (sama Lohan temu zaprzeczyła).
6 lipca 2010 roku Lohan została skazana prawomocnym wyrokiem na 90 dni więzienia za złamanie wcześniejszych postanowień sądów mających ją zmusić do leczenia oraz zakazu prowadzenia pojazdów. Po odsiedzeniu kary Lohan musiała kolejne 3 miesiące spędzić w klinice odwykowej.
W 2022 roku wzięła ślub z amerykańskim finansistą Baderem Shammasem. Para oficjalnie poinformowała o tym media 3 kwietnia 2023 roku. W lipcu tego samego roku na świecie pojawił się ich syn Luai.

## Dyskografia

### Albumy
- Speak (2004)
- A Little More Personal (Raw) (2005)
- Spirit In The Dark (2010)

### Płyty z filmów
- 2003: Freaky Friday
- 2003: Princess Diaries 2: Royal Engagement
- 2004: Confessions of a Teenage Drama Queen
- 2004: That's So Raven
- 2005: Herbie: Fully Loaded
- 2006: A Prairie Home Companion

### Single
- 2004: „Rumors”
- 2005: „Over”
- 2005: „First”
- 2005: „Confessions of a Broken Heart (Daughter to Father)”
- 2005: „I Live for the Day”
- 2008: „Bossy”
- 2010: „Stuck”
- 2020: „Back To Me”

### Teledyski
- „Drama Queen (That Girl)”
- „Rumors”
- „Over”
- „First”
- „Confessions of a Broken Heart (Daughter to Father)”, który to sama wyreżyserowała

## Filmografia
- 1997: Bobby kontra wapniaki jako Jenny Medina (głos)
- 1998: The Parent Trap – Nie wierzcie bliźniaczkom jako Halie Parker/Annie James
- 1998: Różowe lata siedemdziesiąte jako Danielle
- 2000: Life-Size jako Casey
- 2002: Poszlaka jako Lexy Gold
- 2004: Wredne dziewczyny jako Cady Heron
- 2004: Wyznania małoletniej gwiazdy jako Mary Elizabeth „Lola” Stepp
- 2005: Garbi: super bryka jako Maggie Peyton
- 2005: Zoey 101 jako uczennica na wymianie
- 2006: Całe szczęście jako Ashley Albright
- 2006: Ostatnia audycja jako Lola Johnson
- 2006: Bobby jako Diane Huber
- 2019: Among the Shadows jako Patricia Sherman
- 2003: Zakręcony piątek jako Anna Coleman
- 2007: Twarda sztuka jako Rachel
- 2007: Rozdział 27 jako Jude
- 2007: Wiem, kto mnie zabił jako Aubrey Fleming/Dakota Moss
- 2009: Prawo ciążenia jako Thea
- 2010: Maczeta jako April Benz
- 2012: InAPPropriate Comedy jako Marilyn
- 2012: Liz i Dick jako Elizabeth Taylor
- 2012: Glee jako ona sama
- 2013: The Canyons jako Tara
- 2013: Straszny film 5 jako ona sama
- 2022: Niezapomniane Święta (Falling for Christmas) jako Sierra Belmont
- 2024: Irlandzkie życzenie jako Maddie Kelly
- 2024: Mean Girls jako moderatorka mistrzostw matematycznych
- 2024: Nasz mały sekret jako Avery
- 2025: Zakręcony piątek 2 jako Anna Coleman

## Nagrody i nominacje
| Rok  | Nagroda            | Kategoria                                 | Film                                                            | Rezultat  |
| ---- | ------------------ | ----------------------------------------- | --------------------------------------------------------------- | --------- |
| 1999 | YoungStar Award    | Najlepszy występ młodej aktorki w komedii | Nie wierzcie bliźniaczkom                                       | Nominacja |
| 2004 | MTV Movie Award    | Najlepsza rola kobieca                    | Zakręcony piątek                                                | Wygrana   |
| 2004 | Saturn             | Najbardziej obiecująca aktorka            | Zakręcony piątek                                                | Nominacja |
| 2004 | Teen Choice Awards | Najlepszy filmowy wybuch złości           | Zakręcony piątek                                                | Wygrana   |
| 2004 | Teen Choice Awards | Najlepsza wschodząca gwiazda              | Wredne dziewczyny/Zakręcony piątek/Wyznania małoletniej gwiazdy | Wygrana   |
| 2004 | Teen Choice Awards | Najlepszy występ młodej aktorki w komedii | Wredne dziewczyny                                               | Wygrana   |
| 2004 | Teen Choice Awards | Filmowy rumieniec                         | Wredne dziewczyny                                               | Wygrana   |
| 2004 | Teen Choice Awards | Filmowy kłamca                            | Wredne dziewczyny                                               | Nominacja |
| 2004 | Teen Choice Awards | Filmowa chemia                            | Wredne dziewczyny                                               | Nominacja |
| 2005 | MTV Movie Award    | Najlepsza rola kobieca                    | Wredne dziewczyny                                               | Wygrana   |
| 2005 | MTV Movie Award    | Nagroda dla zespołu aktorskiego           | Wredne dziewczyny                                               | Wygrana   |
| 2007 | Złota Malina       | Najgorsza aktorka pierwszoplanowa         | Całe szczęście                                                  | Nominacja |